# Foyer (optique)
Pour les articles homonymes, voir Foyer.
En optique géométrique, un foyer est un point vers lequel convergent les rayons lumineux issus d'un point après leur passage dans un système optique. Son nom provient de l'extension du sens mathématique. Ce terme concorde avec son étymologie puisqu'il est possible d'allumer un feu à l'aide d'une lentille convergente en concentrant les rayons du Soleil en un seul point : le foyer (technique employée selon la légende par Archimède). Le concept de foyer nécessite d'avoir un système stigmatique (au moins de manière approchée ou dans l'approximation de Gauss). En effet, dans le cas contraire, les rayons issus d'un même point ne convergent pas nécessairement vers un point unique après le système optique.

## Foyers principaux
En optique géométrique, dans le cas d'un système centré (c'est-à-dire possédant un axe de symétrie de révolution), il existe deux foyers principaux appelés foyer objet (ou foyer principal objet,) et foyer image (ou foyer principal image,). Il est possible de déterminer la position de ces foyers grâce à plusieurs méthodes, appelées méthodes de focométrie dont l'autocollimation fait partie.

Le foyer principal objet noté {\displaystyle F} est le point objet dont l'image se trouve à l'infini sur l'axe optique principal.
Pour un système optique convergent, les rayons lumineux incidents provenant de {\displaystyle F} ressortent parallèles à l'axe optique principal. Pour un système divergent, les rayons incidents en direction de {\displaystyle F} ressortent parallèles à l'axe optique principal. Le foyer objet est réel s'il est situé avant la face d'entrée du système optique ; il est virtuel s'il se trouve après.

Exemples
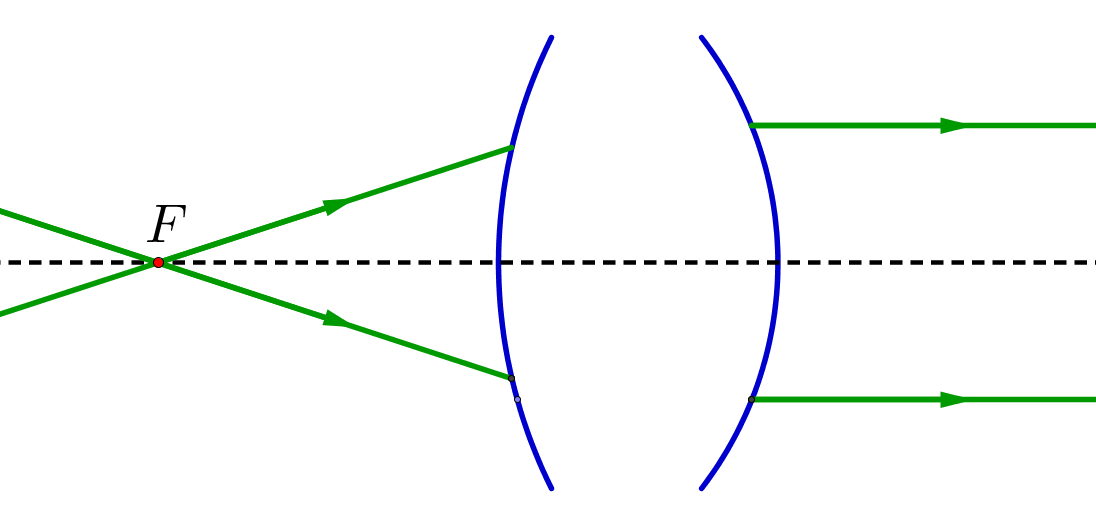
Système optique convergent
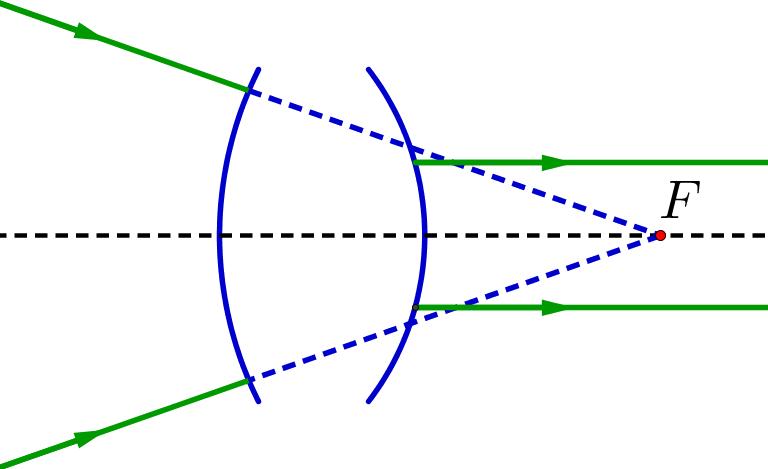
Système optique divergent
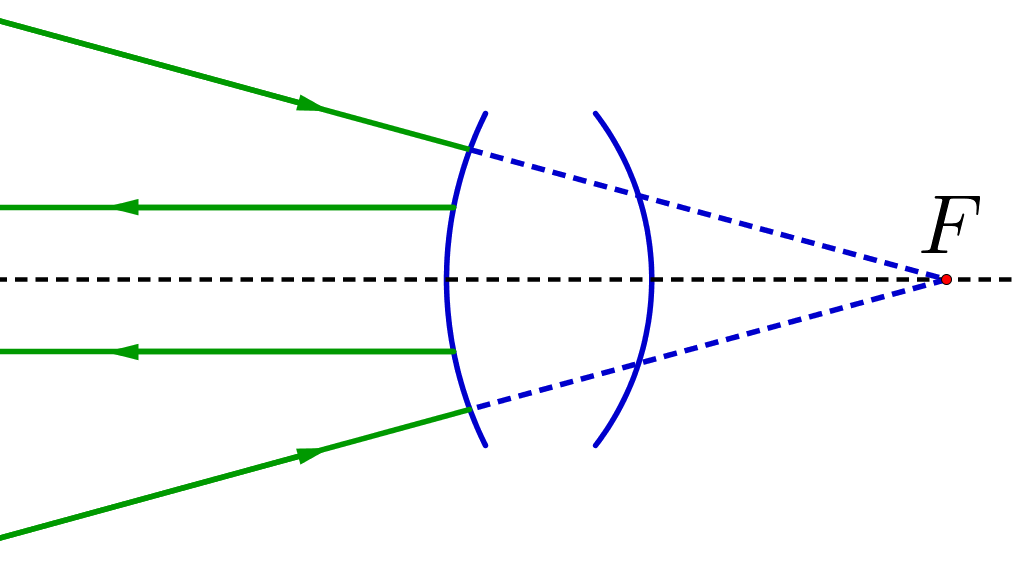
Système optique divergent avec un nombre impair de réflexion(s)

Le foyer principal image {\displaystyle F'} est l'image d'un point objet situé à l'infini sur l'axe optique principal.
Les rayons incidents parallèles à l'axe optique ressortent en passant par {\displaystyle F'} pour un système optique convergent et en semblant provenir de {\displaystyle F'} pour un système divergent. Le foyer image est réel s'il est situé après la face de sortie du système optique ; il est virtuel s'il se trouve avant.

Exemples
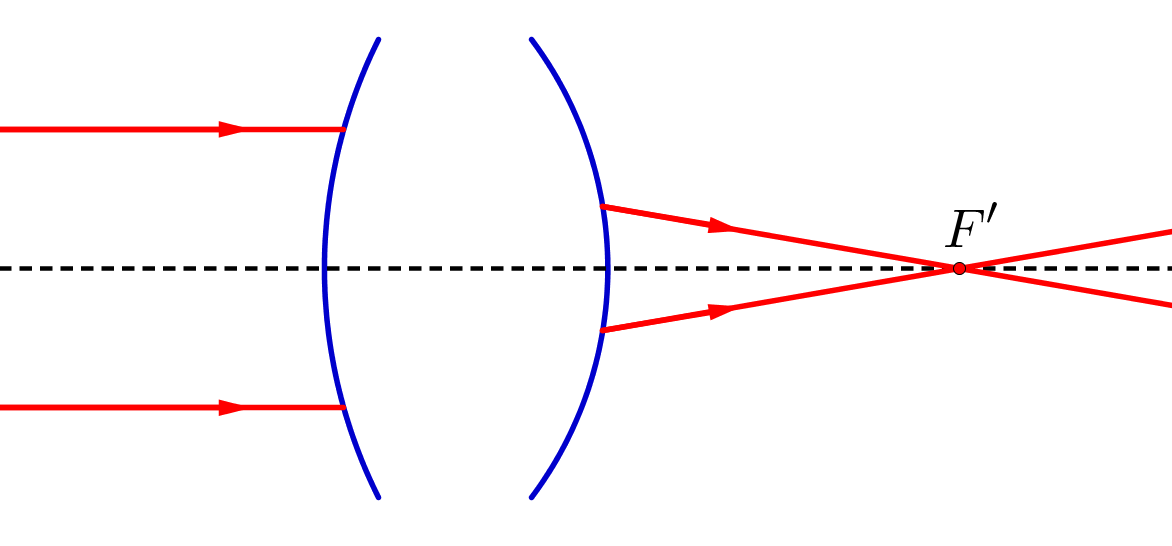
Système optique convergent
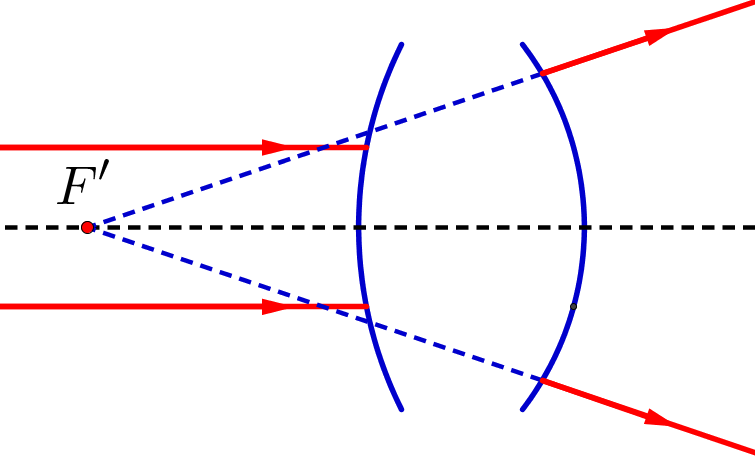
Système optique divergent
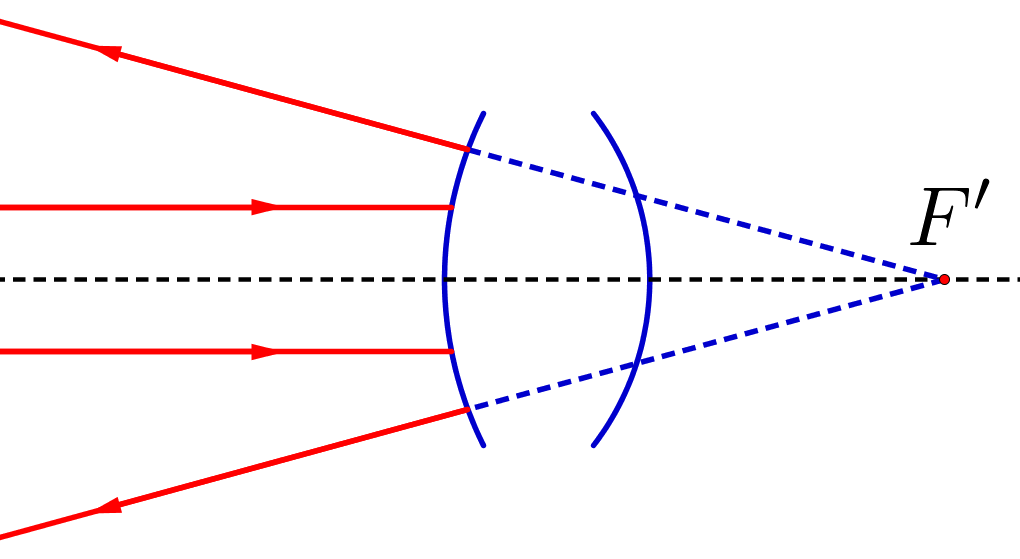
Système optique divergent avec un nombre impair de réflexion(s)

Dans les cas où le système optique n'est pas centré mais présente d'autres symétries (lentilles astigmates, lentilles cylindriques), plusieurs focales peuvent être définies selon l'axe étudié.
Un système afocal est un système stigmatique ne possédant pas de foyers objet ou image. Le système étant stigmatique, cela signifie que des rayons entrant parallèles entre eux dans le système en ressortent également parallèles entre eux. On peut aussi considérer qu'il s'agit alors d'un système dont les foyers ont été rejetés à l'infini.

## Foyers secondaires
Les  foyers secondaires (par opposition aux foyers principaux) sont les foyers images ou objets reliés à des faisceaux de rayons lumineux parallèles entre eux mais non parallèles avec l'axe optique.
L'ensemble des foyers secondaires images (respectivement objets) sont contenus dans le plan focal image (respectivement objet) qui correspond au plan perpendiculaire à l'axe optique et passant par le foyer image (respectivement objet).

## Cas particuliers

### Miroirs
D'après le principe du retour inverse de la lumière, les miroirs ont la particularité d'avoir leurs foyers image et objet confondus. Il en va de même pour tous les systèmes optiques centrés comportant un nombre impair de miroirs. On parlera donc de « foyer » en général dans la suite, à la place de « foyer primaire objet ou image ».
- Miroirs plans : un miroir plan peut être considéré comme un système afocal, ou bien comme un système dont les foyers ont été rejetés à l'infini. En effet, des rayons arrivant parallèles sur le miroir ressortent parallèles entre eux.
- Miroirs sphériques : les miroirs sphériques ont leur foyer à mi-distance entre le centre (centre géométrique de la calotte sphérique formant le miroir) et le sommet du miroir (intersection du miroir avec l'axe optique). Si le miroir est concave, le  foyer est réel ; Si le miroir est convexe, le  foyer est virtuel.
- Miroirs paraboliques : le foyer d'un miroir parabolique coïncide avec le foyer de la parabole dans sa définition mathématique. Les miroirs paraboliques sont des systèmes rigoureusement stigmatiques pour le foyer principal.

### Lentilles
- Lentilles convergentes : une lentille convergente a son foyer image après la lentille, et son foyer objet avant la lentille. Les deux foyers sont réels.
- Lentilles divergentes : une lentille divergente a son foyer image avant la lentille, et son foyer objet après la lentille. Les deux foyers sont virtuels.